# 脆枝耳稃草
脆枝耳稃草（学名：Garnotia fragilis）为禾本科耳稃草属下的一个种。

## 扩展阅读
- 維基物種上的相關：脆枝耳稃草